# Rothechtaid Rotha
Rothechtaid Rotha, fils de Róán, fils de Failbe, fils de Cas Cétchaingnech, fils de Faildergdóit, est selon les légendes médiévales et la tradition pseudo historique irlandaise un souverain du royaume des Gailenga qui devient Ard ri Erenn après avoir défait son prédécesseur, Sírna Sáeglach, lors de la bataille d'Alind.

## Règne
Rothechtaid Rotha est réputé être le premier roi irlandais à utiliser un char à quatre chevaux qu'il avait fait faire pour son épouse. Il règne 7ans jusqu'à ce qu'il soit foudroyé par un éclair à Dunseverick, Comté d'Antrim. il a comme successeur son fils Elim Olfínechta.
Le Lebor Gabála Érenn synchronise son règne avec celui de Phraortès sur les Mèdes (environ 665-633 av. J.-C. ). La chronologie de Geoffrey Keating Foras Feasa ar Éirinn assigne à son règne les dates de 794-787 av. J.-C. et les Annales des quatre maîtres 1031-1024 av. J.-C..

## Source
- (en) Cet article est partiellement ou en totalité issu de l’article de Wikipédia en anglais intitulé « Rothechtaid Rotha » (voir la liste des auteurs), édition du 7 avril 2012.